# تربیت احساساتی
تربیت احساساتی (به فرانسوی: L’Éducation sentimentale: histoire d’un jeune homme) نام رمانی‌است نوشته گوستاو فلوبر که اولین بار در سال ۱۸۶۹، ۱۳ سال پس از انتشار مشهورترین رمان نویسنده، مادام بوواری، به زبان فرانسوی منتشر شد. بر خلاف مادام بوواری که در زمان انتشار بسیار محبوب و مشهور بود، بسیاری از هم‌عصران فلوبر تربیت احساساتی را شکستی ادبی تلقی کردند و اثر را از «منظر اخلاقی زننده و از منظر سیاسی منحرف» توصیف کردند. این اثر سال‌ها در سایه موفقیت مادام بوواری باقی‌ماند تا این که منتقدان معاصر ارزش ادبی تربیت احساساتی را دوباره کشف کردند.

## در ایران
این رمان در ایران با نام تربیت احساسات با ترجمه مهدی سحابی در نشر مرکز به چاپ رسید. صفحه در گودریدز